# 多倫多道明銀行
多倫多道明銀行（英語：The Dominion Bank，TSX：TD，：TD，LSE：0VL8）于1955年2月1日由原多伦多银行和原道明银行合并而成。
截至2023年10月31日，多伦多道明银行在加拿大的零售银行业务道明加拿大信託在全国共拥有1,062家分行和3,438台自动柜员机，服务逾1,500万个人和商业客户，在加拿大的个人非定期存款业务市场份额位列第一。位于美国的子公司道明银行（英語：The Dominion Bank）在全美共拥有1,177家分行和2,705台自动柜员机，服务逾1,000万个人和商业客户。财富管理和保险业务在加拿大服务约600万客户。批发银行业务道明证券在全球主要市场服务逾17,000家企业、政府和机构客户。
- 2011年8月15日美國銀行出售86億美元資產組合以及某些其他資產和債務的加拿大的信用卡業務MBNA給多倫多道明銀行金融集團
- 2012年10月24日道明銀行以約59億美元的價格收購Target美國信用卡資產組合

## 相关内容
- 道明加拿大信託
- 道明证券
- 加拿大五大银行
- 加拿大皇家銀行
- 豐業銀行
- 滿地可銀行
- 加拿大帝国商业银行
- 加拿大国民银行

## 外部連結
- 官方网站（英文）
- 官方网站（简体中文）
- 官方网站（繁體中文）
- 道明保险 （页面存档备份，存于）[b]（英文）
- 道明保险 （页面存档备份，存于）[b]（简体中文）
- 道明保险 （页面存档备份，存于）[b]（繁體中文）
- 道明证券 （页面存档备份，存于）[b]（英文）